# راز بزرگ رسالت
کتاب راز بزرگ رسالت یا نقد کتاب بیست و سه سال نوشته جعفر سبحانی در نقد کتاب بیست و سه سال نوشته شده‌است. نگارش این کتاب در اواخر سال ۱۳۵۷ خورشیدی به پایان رسیده است اما برای اولین بار در ساله ۱۳۶۰ خورشیدی به چاپ رسیده است. 

## روش نگارش
در این کتاب علاوه بر اینکه نقدی بر علی دشتی و کتاب او نوشته شده، به تشریح فلسفه نبوت محمد هم پرداخته شده‌است. کتاب به مسایلی از قبیل اثبات صانع، حدوث ماده و راز خلقت انسان پیش از مسائل لزوم بعثت پیامبر و حقیقت وحی می‌پردازد. علاوه بر این در طول کتاب پاسخ انتقادهای دشتی مربوط به هر مبحث ارائه شده‌است.